# Symphonie no 9 de Michael Haydn
Pour les articles homonymes, voir Symphonie no 9.
La Symphonie no 9 en ré majeur, Perger 36, Sherman 9, MH 50, est une symphonie de Michael Haydn, qui a été composée à Salzbourg en 1766.

## Analyse de l'œuvre
La symphonie est écrite pour 2 hautbois, 2 bassons, 2 cors et les cordes.
Elle comporte quatre mouvements :
1. Allegro assai, en ré majeur
2. Andante, en ré mineur
3. Menuet et Trio
4. Presto

Durée de l'interprétation : environ 9 minutes.